# Sehore
Sehore é uma cidade e um município no distrito de Sehore, no estado indiano de Madhya Pradesh.

## Geografia
Sehore está localizada a 23° 12′ N, 77° 05′ L. Tem uma altitude média de 502 metros (1 646 pés).

## Demografia
Segundo o censo de 2001, Sehore tinha uma população de 90 930 habitantes. Os indivíduos do sexo masculino constituem 52% da população e os do sexo feminino 48%. Sehore tem uma taxa de literacia de 68%, superior à média nacional de 59,5%: a literacia no sexo masculino é de 75% e no sexo feminino é de 61%. Em Sehore, 14% da população está abaixo dos 6 anos de idade.